# Zija Nurijew
Zija Nurijewicz Nurijew (ros. Зи́я Нури́евич Нури́ев, baszk. Зыя Нурый улы Нуриев, ur. 21 marca 1915 we wsi Wierchnieje Łaczintau, zm. 19 października 2012 w Moskwie) – radziecki polityk baszkirskiego pochodzenia, wicepremier ZSRR (1973-1985), minister zapasów ZSRR (1969-1973), I sekretarz Baszkirskiego Komitetu Obwodowego KPZR (1957-1969), Bohater Pracy Socjalistycznej (1975).

## Życiorys
1933 ukończył Baszkirski Instytut Edukacji Ludowej, później był nauczycielem i kierownikiem rejonowego wydziału edukacji w Baszkirskiej ASRR. 1938-1940 służył w Armii Czerwonej, od 1939 w WKP(b), 1940-1943 ponownie kierownik rejonowego wydziału edukacji i potem szef wydziału politycznego stanicy maszynowo-traktorowej, 1943-1944 II sekretarz, a 1944-1945 I sekretarz rejonowego komitetu WKP(b) w Baszkirskiej ASRR. 1945-1948 kierownik wydziału gospodarki rolnej Baszkirskiego Komitetu Obwodowego WKP(b), 1948-1951 studiował w Wyższej Szkole Partyjnej przy KC WKP(b). 1951-1952 kierownik wydziału organów partyjnych, związkowych i komsomolskich Baszkirskiego Komitetu Obwodowego WKP(b), od 1952 sekretarz, od grudnia 1953 II sekretarz, a od 14 czerwca 1957 do 15 lipca 1969 I sekretarz Baszkirskiego Komitetu Obwodowego KPZR. Od 31 października 1961 do 25 lutego 1986 członek KC KPZR, od 26 czerwca do 17 września 1969 przewodniczący Państwowego Komitetu Zapasów Rady Ministrów ZSRR, od 17 września 1969 do 3 kwietnia 1973 minister zapasów ZSRR, od 3 kwietnia 1973 do 1 listopada 1985 zastępca przewodniczącego Rady Ministrów ZSRR, następnie na emeryturze. Deputowany do Rady Najwyższej ZSRR od 4 do 11 kadencji. Pochowany na cmentarzu Nowodziewiczym.

## Odznaczenia
- Medal Sierp i Młot Bohatera Pracy Socjalistycznej (20 marca 1975)
- Order Lenina (pięciokrotnie - 1957, 1965, 1971, 1975 i 1985)
- Order Czerwonego Sztandaru Pracy (1949)
- Order „Znak Honoru” (1944)
- Medal „Za pracowniczą dzielność”
- Medal 100-lecia urodzin Lenina
- Medal jubileuszowy „Dwudziestolecia zwycięstwa w Wielkiej Wojnie Ojczyźnianej 1941–1945”
- Medal jubileuszowy „Trzydziestolecia zwycięstwa w Wielkiej Wojnie Ojczyźnianej 1941–1945”
- Medal jubileuszowy „Czterdziestolecia zwycięstwa w Wielkiej Wojnie Ojczyźnianej 1941–1945”
- Medal jubileuszowy „50-lecia zwycięstwa w Wielkiej Wojnie Ojczyźnianej 1941–1945”
- Medal 65-lecia Zwycięstwa w Wielkiej Wojnie Ojczyźnianej 1941–1945
- Medal jubileuszowy „50 lat Sił Zbrojnych ZSRR”
- Medal jubileuszowy „60 lat Sił Zbrojnych ZSRR”
- Medal „Za ofiarną pracę w Wielkiej Wojnie Ojczyźnianej 1941–1945”
- Medal „Za rozwój dziewiczych ziem”
- Medal 1500-lecia Kijowa
- Medal 850-lecia Moskwy
- Medal 100-lecia Kazania
- Medal 100-lecia wyzwolenia Bułgarii spod osmańskiego panowania (Bułgarska Republika Ludowa)
- Order Suche Batora (Mongolska Republika Ludowa)